# Островский, Владимир
Владимир Островский (род. 12 декабря 1966, СССР) — рождённый в СССР израильский легкоатлет, который специализировался в спортивной ходьбе. Действующий обладатель рекордов Казахстана и Израиля.

## Биография
Представлял Советский Союз до того, как эмигрировал в Израиль. Вошел в число лучших легкоатлетов СССР 1989 и 1991 годов в ходьбе на 20 км.
Обладатель рекорда Казахстана в ходьбе на 5 км (трек, 19:05.0) и ходьбе на 20 км (трек, 1:22:15:07). 
Обладатель рекорда Израиля в ходьбе на 10 км (трек, 45:51:40) и 20 км (шоссе, 1:23:01). 
На чемпионате мира 1991 года финишировал 23-м в ходьбе на 20 км, на чемпионате мира 1993 года был 33-м.
Во время активной карьеры его рост был 174 см и вес 54 кг.

## Полемика в ИИАФ
Владимир Островский эмигрировал в Израиль в 1990 году. Международная любительская федерация легкой атлетики (ИААФ) требует, чтобы эмигрирующий гражданин прожил три года в новой стране, прежде чем участвовать в соревнованиях. Однако президент советской федерации легкой атлетики Игорь Тер-Ованесян подписал соглашение, которое позволило недавним советским эмигрантам в Израиле участвовать в соревнованиях только после одного года проживания.
Соглашение позволило Израилю добавить трех спортсменов — Игоря Аврунина в толкании ядра и метании диска, Вадима Бавыкина в метании копья и Владимира Островского в ходьбе на 20 км — к своей команде Рогеля Нахума (тройной прыжок среди мужчин) и Орита Колодни (бег на 200 и 400 метров — женщины).
Благодаря этому соглашению Владимир Островский смог принять участие в чемпионате мира 1991 года в Токио и чемпионате мира 1993 года в Штутгарте, Германия.